# Global Champions Tour 2014

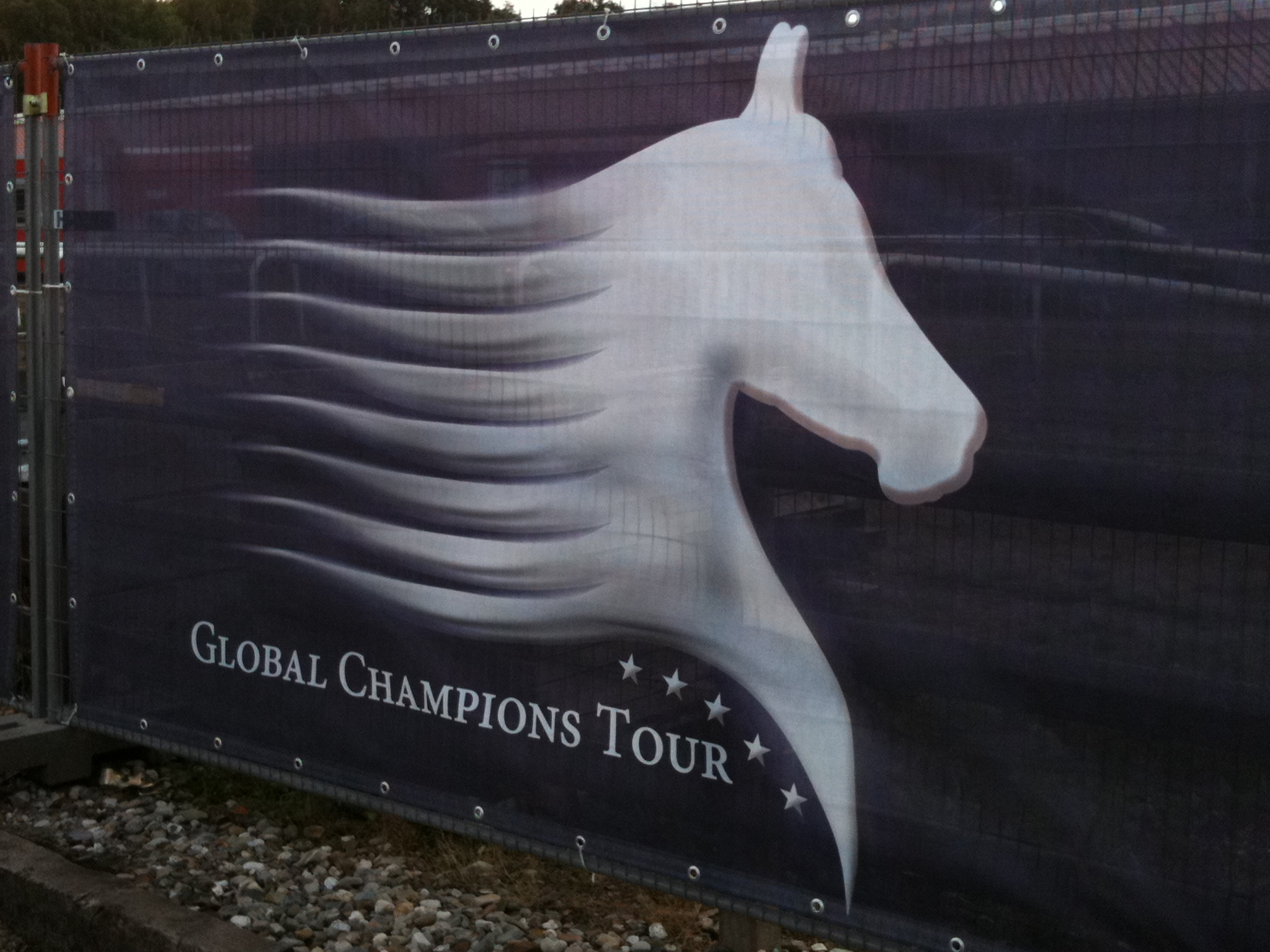
Logo der Global Champions Tour

Die Global Champions Tour 2014 war die neunte Saison der Global Champions Tour, einer internationalen Turnierserie. Sie gilt als eine der wichtigsten Serien im Springreiten.
In der Saison 2014 war zum zweiten Mal Longines als Namenssponsor und Zeitmesser der Serie, diese trug daher den Namen Longines Global Champions Tour 2014. Die Global Champions Tour (GCT) ist eine von der FEI anerkannte Turnierserie, die Organisation hatte Jan Tops inne.

## Ablauf der Turnierserie
Die Turniere, in deren Rahmen die Global Champions Tour 2014 stattfanden, wurden mehrheitlich in Europa durchgeführt (12 Stationen). Den Abschluss bildete eine Etappe auf der Arabischen Halbinsel. Die in den beiden Vorjahren aufgrund von Quarantänebedingungen abgesagte Etappe in Shanghai wurde erstmals im Jahr 2014 realisiert werden. Die Wertungsprüfungen der Saison 2014 fanden zwischen dem 26. April und dem 15. November 2014 statt.
Alle Turniere waren als CSI 5*, der höchsten Kategorie im Springreiten, ausgeschrieben.
Die Wertungsprüfungen fanden jeweils am Samstagnachmittag oder -abend statt. Sie waren als Springprüfung mit zwei unterschiedlichen Umläufen und Stechen ausgeschrieben, die Hindernishöhe betrug bis zu 1,60 Meter. Diese Prüfungen waren jeweils mit mindestens 285.000 € dotiert.
Den zweiten Umlauf der Prüfungen erreichten jeweils die besten 18 Reiter des ersten Umlaufs oder alle Reiter mit fehlerfreien Ritten, soweit dies mehr als 18 waren. Das Stechen erreichten jeweils die Teilnehmer, die nach den zwei Umläufen punktgleich auf Platz eins geführt wurden (im Regelfall also in beiden Umläufen fehlerfrei blieben).

## Medien
Eurosport war, wie in den Vorjahren, Medienpartner der Global Champions Tour. Es übertrug meist zeitversetzt live den zweiten Umlauf sowie das Stechen der Wertungsprüfungen. Den zweiten Umlauf sowie das Stechen der ersten beiden Etappen der Saison wurden am Abend der Prüfung zeitversetzt live auf Eurosport 2 gezeigt, Eurosport übertrug eine Zusammenfassung am Sonntagmorgen.
Die Wertungsprüfungen sowie viele weitere Prüfungen der GCT-Turniere wurden auf der Internetseite der Global Champions Tour per Livestream übertragen.

## Die Prüfungen

### 1. Prüfung: Antwerpen
Die GCT-Saison 2014 begann an einem neuen Veranstaltungsort: Im Hafen von Antwerpen, wo in den Vorjahren CSI 4-Turniere ausgetragen wurden, machte vom 24. bis 27. April 2014 die Global Champions Tour Station. Damit hatte die Turnierserie erstmals seit 2006 wieder eine belgische Etappe.
Im ersten Umlauf der Wertungsprüfung, die am 26. April ab 18:30 Uhr ausgetragen wurde, blieben 15 Pferd-Reiter-Paare fehlerfrei, zwei weitere Reiter mussten lediglich einen Zeitstrafpunkt hinnehmen. Für den zweiten Umlauf der besten 18 Starterpaare qualifizierte sich daneben noch Emanuele Gaudiano mit Admara als schnellste Teilnehmer mit vier Strafpunkten.
Im zweiten Umlauf gelang es nur sechs Startern, fehlerfrei zu bleiben. Einer hiervon war Gaudiano, der sich damit bis auf den vierten Platz vorarbeiten konnte. Im Stechen der fünf Reiter, die in beiden Umläufen fehlerfrei geblieben waren, kam es schließlich zu einer knappen Entscheidung um den Sieg: Nur eine Starterin musste einen Hindernisabwurf hinnehmen, die vier verbleibenden Paare erreichten Zeiten von 37,12 Sekunden bis 38,38 Sekunden. Mit der schnellsten fehlerfreien Zeit ging der Sieg an McLain Ward und den 13-jährigen Wallach Rothchild.
|             | Reiter                 | Pferd            | 1. Umlauf | 1. Umlauf   | 2. Umlauf | 2. Umlauf   | Stechen  | Stechen | Wertungs- punkte |
| Strafpunkte | Reiter                 | Pferd            | Zeit (s)  | Strafpunkte | Zeit (s)  | Strafpunkte | Zeit (s) |         | Wertungs- punkte |
| ----------- | ---------------------- | ---------------- | --------- | ----------- | --------- | ----------- | -------- | ------- | ---------------- |
| 1           | McLain Ward            | Rothchild        | 0         | -           | 0         | -           | 0        | 37,12   | 40               |
| 2           | Rolf-Göran Bengtsson   | Casall           | 0         | -           | 0         | -           | 0        | 37,33   | 37               |
| 3           | Constant van Paesschen | Toscan de Sainte | 0         | -           | 0         | -           | 0        | 37,93   | 35               |

(Plätze eins bis drei von insgesamt 50 Teilnehmern)

### 2. Prüfung: Madrid
Zum zweiten Mal fand die spanische Wertungsprüfung der Global Champions Tour im Club de Campo Villa de Madrid in Madrid statt. Das Turnier fand vom 2. Mai bis 4. Mai 2014 statt. Neben der Global Champions Tour-Wertungsprüfung, die am Samstag ab 17:00 Uhr durchgeführt wurde, fand am Sonntag der traditionsreiche Königscup (Copa del Rey) statt.
Im ersten Umlauf der GCT-Prüfung bleiben 11 Reiter mit ihren Pferden ohne Fehler, sieben weitere Starter mit einem oder vier Strafpunkten qualifizierten sich für den zweiten Umlauf. Im zweiten Umlauf kam es zu recht vielen Fehlern, acht Starterpaare mussten (zum Teil neben Hindernisabwürfen) Zeitstrafpunkte hinnehmen. Nur fünf Reitern gelang im zweiten Umlauf eine fehlerfreie Runde, für zwei von ihnen war dies der zweite fehlerfreie Ritt in der Prüfung und damit der Finaleinzug.
Im Stechen ging zunächst Marcus Ehning mit Plot Blue an den Start, blieb erneut ohne Fehler in 51,32 Sekunden. Sein Konkurrent im Stechen war Maikel van der Vleuten mit dem zwölfjährigen Hengst Verdi. Van der Vleuten blieb mit einer schnellen Zeit von 49,68 Sekunden fehlerfrei und sicherte sich damit den Sieg.
|             | Reiter                 | Pferd     | 1. Umlauf | 1. Umlauf   | 2. Umlauf | 2. Umlauf   | Stechen  | Stechen | Wertungs- punkte |
| Strafpunkte | Reiter                 | Pferd     | Zeit (s)  | Strafpunkte | Zeit (s)  | Strafpunkte | Zeit (s) |         | Wertungs- punkte |
| ----------- | ---------------------- | --------- | --------- | ----------- | --------- | ----------- | -------- | ------- | ---------------- |
| 1           | Maikel van der Vleuten | Verdi     | 0         | -           | 0         | -           | 0        | 49,68   | 40               |
| 2           | Marcus Ehning          | Plot Blue | 0         | -           | 0         | -           | 0        | 51,32   | 37               |
| 3           | Gerco Schröder         | London    | 0         | -           | 1         | 66,67       |          |         | 35               |

(Plätze eins bis drei von insgesamt 47 Teilnehmern)

### 3. Prüfung: Hamburg
In der Saison 2014 fand in Hamburg, im Gegensatz zum Vorjahr, wieder die einzige deutsche Etappe der Global Champions Tour statt. Das Deutsche Spring- und Dressurderby, fand am Himmelfahrtswochenende vom 28. Mai bis zum 1. Juni 2014 in Hamburg-Klein Flottbek statt. Der Große Preis von Hamburg, die GCT-Wertungsprüfung dieses Turniers, wurde am Nachmittag des 31. Mai 2014 ausgetragen.
Im ersten Umlauf des Großen Preises bereitete die erlaubte Zeit etlichen Reitern Probleme, gut ein Viertel der Starter kam mit mindestens einem Zeitstrafpunkt in das Ziel. Fehlerfrei blieben neun Pferd-Reiter-Paare im ersten Umlauf. Abweichend zur normalen Anzahl von 18 Starterpaare waren in Hamburg 19 Reiter waren im zweiten Umlauf startberechtigt, da Nick Skelton und Lucy Davis mit ihren Pferden Punkt- und Zeitgleich auf dem 18. Platz lagen. Skelton verzichtete jedoch auf die Startmöglichkeit.
Im zweiten Umlauf ereilten alle Reiter, die im ersten Umlauf bereits einen Zeitstrafpunkt hatten, nochmals Zeitfehler. Dennoch konnten sich aus dieser Gruppe André Thieme und Søren Pedersen am Ende den siebten bzw. achten Platz erreichen. So fiel unter anderen das Vorjahressiegerpaar, Christian Ahlmann und Codex One, durch einen Hindernisabwurf hinter die beiden zurück.
Den Sieg machten sechs Reiter unter sich aus, die erneut fehlerfrei blieben und sich für das Stechen qualifizierten. Nachdem zunächst Ben Maher mit seiner Stute im Stechen in Führung gelegen war, setzte sich mit einer halben Sekunde Vorsprung Katrin Eckermann und der Fuchshengst Firth of Lorne an die Spitze. An diese Zeit kam keiner der Stechteilnehmer mehr heran, Eckermann gewann damit erstmals eine Etappe der Global Champions Tour.
|             | Reiter           | Pferd          | 1. Umlauf | 1. Umlauf   | 2. Umlauf | 2. Umlauf   | Stechen  | Stechen | Wertungs- punkte |
| Strafpunkte | Reiter           | Pferd          | Zeit (s)  | Strafpunkte | Zeit (s)  | Strafpunkte | Zeit (s) |         | Wertungs- punkte |
| ----------- | ---------------- | -------------- | --------- | ----------- | --------- | ----------- | -------- | ------- | ---------------- |
| 1           | Katrin Eckermann | Firth of Lorne | 0         | -           | 0         | -           | 0        | 36,16   | 40               |
| 2           | Ben Maher        | Cella          | 0         | -           | 0         | -           | 0        | 36,68   | 37               |
| 3           | Scott Brash      | Sanctos        | 0         | -           | 0         | -           | 0        | 37,52   | 35               |

(Plätze eins bis drei von insgesamt 47 Teilnehmern)

### 4. Prüfung: Shanghai
Vom 6. bis 8. Juni 2014 wurde erstmals ein Turnier der Global Champions Tour in Shanghai ausgetragen. Dies war bereits in den zwei Vorjahren geplant gewesen, wurde jedoch aufgrund der aus Quarantänebedingungen resultierenden Probleme (Ausfuhr von Pferden aus China nach Europa nicht zulässig) abgesagt.
Das Turnier in Shanghai war die erste Pferdesportveranstaltung in Festlandchina, bei der international erfolgreiche Springreiter mit ihren Grand Prix-Pferden an den Start gehen. Im Gegenzug war nur ein chinesischer Teilnehmer am Start, der ein ebenfalls aus Europa eingeflogenes Pferd in den Rahmenprüfungen ritt.
Im ersten Umlauf des Großen Preises spielte die erlaubt Zeit keine große Rolle, nur Teilnehmer bekam Zeitstrafpunkte. Es blieben von lediglich 31 Startern elf Pferd-Reiter-Paare ohne Fehler, elf weitere kamen mit vier Strafpunkten in das Ziel. Im zweiten Umlauf der besten 18 Teilnehmer gelang sieben zuvor fehlerfreien Reitern, erneut ohne Fehler zu blieben und sich damit für das Stechen zu qualifizieren.
Im Stechen blieb als erstes der in den letzten Jahren selten auf CSI 5*-Niveau aktive Michel Hécart ohne Fehler, er ritt den 11-jährigen Hengst Pasha du Gue. Nachdem die Führung zunächst von Edwina Tops-Alexander übernommen worden war, ging der Sieg letztlich an Pieter Devos, der mit Dream Of India fehlerfrei nochmals schneller war. Den schnellsten Zeit des Stechens erritt Abdullah asch-Scharbatly, der mit dem Tobalio am Start war, den er erst wenige Wochen zuvor im Rahmen der Eurocommerce-Insolvenz von Albert Voorn übernommen hatte. Asch-Scharbatly musste jedoch einen Hindernisabwurf hinnehmen und kam am Ende auf den vierten Rang.
|             | Reiter                | Pferd          | 1. Umlauf | 1. Umlauf   | 2. Umlauf | 2. Umlauf   | Stechen  | Stechen | Wertungs- punkte |
| Strafpunkte | Reiter                | Pferd          | Zeit (s)  | Strafpunkte | Zeit (s)  | Strafpunkte | Zeit (s) |         | Wertungs- punkte |
| ----------- | --------------------- | -------------- | --------- | ----------- | --------- | ----------- | -------- | ------- | ---------------- |
| 1           | Pieter Devos          | Dream Of India | 0         | -           | 0         | -           | 0        | 42,48   | 40               |
| 2           | Edwina Tops-Alexander | Old Chap Tame  | 0         | -           | 0         | -           | 0        | 43,12   | 37               |
| 3           | Michel Hécart         | Pasha du Gue   | 0         | -           | 0         | -           | 0        | 45,40   | 35               |

(Plätze eins bis drei von insgesamt 31 Teilnehmern)

### 5. Prüfung: Cannes
In Frankreich werden in der Saison 2014 erstmals drei Stationen der Global Champions Tour ausgetragen. Die erste hiervon fand vom 12. bis zum 14. Juni 2014 beim Turnier Jumping Cannes statt. Dieses wurde im Stade des Hespérides in Cannes ausgetragen.
Im ersten Umlauf des Großen Preises, der am Abend des 14. Juni ausgetragen wurde, blieben 15 Starterpaare ohne Fehler. Im zweiten Umlauf gelang dies elf Pferd-Reiter-Paaren, neun hiervor waren damit zum zweiten Mal in der Prüfung ohne Fehler und damit für das Stechen qualifiziert.
Im Stechen ging als erste die Gesamtwertungsführende der GCT, Edwina Tops-Alexander mit dem zehnjährigen Ego van Orti an den Start. Sie blieb ohne Fehler in 36,57 Sekunden. Unwesentlich schneller und ebenfalls ohne Fehler blieb Bassem Hassan Mohammed mit Victoria. Deutlich schneller war dann der dritte Starter, Kevin Staut mit Silvana, der sich damit in Führung setzte. Doch auch er musste die Führung abgeben, Scott Brash war mit Sanctos nochmals über eine Sekunde schneller. Diese Zeit von Scott Brash wurde anschließend noch zweimal unterboten, Rolf-Göran Bengtsson und Hans-Dieter Dreher mussten mit ihren Pferden jedoch vier Strafpunkte im Stechen hinnehmen. Damit ging der Sieg in dieser mit 300.000 Euro dotierten Prüfung an Scott Brash und seinen 12-jährigen Wallach.
|             | Reiter        | Pferd       | 1. Umlauf | 1. Umlauf   | 2. Umlauf | 2. Umlauf   | Stechen  | Stechen | Wertungs- punkte |
| Strafpunkte | Reiter        | Pferd       | Zeit (s)  | Strafpunkte | Zeit (s)  | Strafpunkte | Zeit (s) |         | Wertungs- punkte |
| ----------- | ------------- | ----------- | --------- | ----------- | --------- | ----------- | -------- | ------- | ---------------- |
| 1           | Scott Brash   | Sanctos     | 0         | -           | 0         | -           | 0        | 31,99   | 40               |
| 2           | Luciana Diniz | Fit For Fun | 0         | -           | 0         | -           | 0        | 32,68   | 37               |
| 3           | Kevin Staut   | Silvana     | 0         | -           | 0         | -           | 0        | 33,53   | 35               |

(Plätze eins bis drei von insgesamt 47 Teilnehmern)

### 6. Prüfung: Monaco
Das Global Champions Tour-Turnier von Monaco fand vom 26. Juni bis zum 28. Juni 2014 am Ufer des Boulevard Albert 1er am Port Hercule statt. Das Turnier wurde, wie in den Vorjahren, auf einem provisorisch für die Veranstaltung aufgeschütteten Sandplatz ausgetragen.
Der Große Preis des Fürsten von Monaco, an dessen Siegerehrung Fürst Albert II. auch teilnahm, wurde am Abend des 28. Juni ausgetragen. Im ersten Umlauf dieser Prüfung kamen mit 23 Pferd-Reiter-Paaren genau die Hälfte der Starter auf ein Ergebnis von vier oder weniger Strafpunkten, zehn hiervon blieben ohne Fehler. Im zweiten Umlauf gelang es fünf Starterpaaren, fehlerfrei zu blieben. Von diesen Fünf waren jedoch nur zwei Starterpaaren auch schon im ersten ohne Fehler geblieben, so dass ein Stechen mit nur zwei Reitern erforderlich wurde.
Im Stechen ging zunächst Rolf-Göran Bengtsson mit dem 15-jährigen Hengst Casall an den Start, er blieb in einer Zeit von 37,77 Sekunden fehlerfrei. Ebenfalls ohne Fehler blieb sein Konkurrent im Stechen, Bassem Hassan Mohammed mit der Stute Victoria. Mohammed war bei seinem Ritt jedoch nochmals schneller als Bengtsson, so dass er den wohl größten Einzelerfolg seiner bisherigen Karriere feiern konnte. Zudem war dies der erste Sieg eines arabischen Reiters in einer Wertungsprüfung der Global Champions Tour, nachdem bereits zwei Jahre zuvor in Monaco ein marokkanischer Reiter den dritten Platz erreicht hatte.
|             | Reiter                 | Pferd            | 1. Umlauf | 1. Umlauf   | 2. Umlauf | 2. Umlauf   | Stechen  | Stechen | Wertungs- punkte |
| Strafpunkte | Reiter                 | Pferd            | Zeit (s)  | Strafpunkte | Zeit (s)  | Strafpunkte | Zeit (s) |         | Wertungs- punkte |
| ----------- | ---------------------- | ---------------- | --------- | ----------- | --------- | ----------- | -------- | ------- | ---------------- |
| 1           | Bassem Hassan Mohammed | Victoria         | 0         | -           | 0         | -           | 0        | 37,00   | 40               |
| 2           | Rolf-Göran Bengtsson   | Casall           | 0         | -           | 0         | -           | 0        | 37,77   | 37               |
| 3           | Cameron Hanley         | Living the Dream | 0         | -           | 1         | 76,47       |          |         | 35               |

(Plätze eins bis drei von insgesamt 46 Teilnehmern)

### 7. Prüfung: Paris
In der Saison 2014 fand erstmals in Paris eine Station der Global Champions Tour statt. Das ebenfalls erstmals ausgetragene Reitturnier Paris Eiffel Jumping wurde vom 4. bis 6. Juli durchgeführt, Austragungsort war das Champ de Mars, in unmittelbarer Nähe zum Eiffelturm.
Die erlaubte Zeit war im ersten Umlauf des am Samstagabend ausgetragenen Großen Preises von Paris kein Problem für die Reiter. Zwölf Starterpaare blieben hier fehlerfrei, zehn weitere kamen auf ein Ergebnis von vier Strafpunkten. Auch der zweite Umlauf der besten 18 Teilnehmer zeigte sich als lösbare Aufgabe, es gab hier elf fehlerfreie Ritte. Neun Starterpaare waren zum zweiten Mal in der Prüfung fehlerfrei und zogen damit in das Stechen ein.
Im Stechen gelang es vier Pferd-Reiter-Paaren, erneut ohne Strafpunkte zu bleiben. Als letzter Reiter des Stechens gelang der Sieg Kevin Staut mit seiner Erfolgsstute Silvana. Auf den dritten Marcus Ehning mit Cornado NRW. Für Ehning war Paris Eiffel Jumping ein hoch erfolgreiches Turnier, da er zudem den 200.000 Euro dotierten Gold Cup am Sonntag mit Sabrina gewann. Einer der größeren Erfolge der letzten Zeit war der vierte Platz im Großen Preis von Paris für Georgina Bloomberg, die hier mit Juvina am Start war.
|             | Reiter        | Pferd       | 1. Umlauf | 1. Umlauf   | 2. Umlauf | 2. Umlauf   | Stechen  | Stechen | Wertungs- punkte |
| Strafpunkte | Reiter        | Pferd       | Zeit (s)  | Strafpunkte | Zeit (s)  | Strafpunkte | Zeit (s) |         | Wertungs- punkte |
| ----------- | ------------- | ----------- | --------- | ----------- | --------- | ----------- | -------- | ------- | ---------------- |
| 1           | Kevin Staut   | Silvana     | 0         | -           | 0         | -           | 0        | 40,74   | 40               |
| 2           | Pius Schwizer | Toulago     | 0         | -           | 0         | -           | 0        | 41,07   | 37               |
| 3           | Marcus Ehning | Cornado NRW | 0         | -           | 0         | -           | 0        | 43,04   | 35               |

(Plätze eins bis drei von insgesamt 49 Teilnehmern)

### 8. Prüfung: Estoril
Die portugiesische Etappe der Global Champions Tour wurde vom 11. bis 12. Juli 2014 im Hipódromo Manuel Possolo in Cascais ausgetragen. Da das benachbarte Estoril mit einer Werbekampagne als Sporttourismusregion beworben wird, wird als Veranstaltungsort üblicherweise Estoril genannt.
An beiden Tagen des Turniers fand jeweils eine Prüfung am Morgen und eine am Abend des Tages statt. Die abschließende Prüfung des Turniers am Samstagabend war der Große Preis von Cascais - Estoril, der zugleich Wertungsprüfung der Global Champions Tour war. Im ersten Umlauf dieser Prüfung blieben 12 Starterpaare ohne Fehler, das Starterfeld für den zweiten Umlauf füllten daneben noch die sechs schnellsten Reiter mit vier Strafpunkten auf. Im zweiten Umlauf gelang es nur noch sieben Pferd-Reiter-Paaren ohne Fehler zu bleiben, fünf hiervon waren bereits im ersten Umlauf fehlerfrei und qualifizierten sich damit für das Stechen. Knapp daran vorbei schrammte die Schweizer Reiterin Nadja Peter-Steiner, die in beiden Umläufen mit Capuera II ohne Hindernisfehler in das Ziel kam, im zweiten Umlauf jedoch einen Zeitstrafpunkt bekam.
Im Stechen des Großen Preises wurde das letzte Hindernis zum entscheidenden Faktor: zwei Reiter kassierten hier ihren einzigen Fehler in der Prüfung, so auch das Siegerpaar von Monaco - Bassem Hassan Mohammed und Victoria. Christian Ahlmann und Aragon Z hatten im Stechparcours bereits einen Hindernisfehler, am letzten Sprung erhöhte sich ihr Ergebnis auf acht Strafpunkte im Stechen. Der Sieg ging an den Weltranglistenersten, Scott Brash und sein Erfolgspferd Sanctos, die bereits in Cannes siegreich waren.
|             | Reiter         | Pferd    | 1. Umlauf | 1. Umlauf   | 2. Umlauf | 2. Umlauf   | Stechen  | Stechen | Wertungs- punkte |
| Strafpunkte | Reiter         | Pferd    | Zeit (s)  | Strafpunkte | Zeit (s)  | Strafpunkte | Zeit (s) |         | Wertungs- punkte |
| ----------- | -------------- | -------- | --------- | ----------- | --------- | ----------- | -------- | ------- | ---------------- |
| 1           | Scott Brash    | Sanctos  | 0         | -           | 0         | -           | 0        | 45,43   | 40               |
| 2           | Rodrigo Pessoa | Status   | 0         | -           | 0         | -           | 0        | 46,24   | 37               |
| 3           | Nick Skelton   | Big Star | 0         | -           | 0         | -           | 0        | 43,32   | 35               |

(Plätze eins bis drei von insgesamt 41 Teilnehmern)

### 9. Prüfung: Chantilly
Die letzte französische Etappe der Global Champions Tour-Saison 2014 fand vom 25. bis zum 27. Juli 2014 auf dem Gelände der Rennbahn am Rande des Schlosses von Chantilly statt. Wertungspunkte für die Global Champions Tour konnten am Samstagnachmittag im Longines GCT Grand Prix of Chantilly erritten werden.
In den beiden Umläufen blieben vier Reiter mit ihren Pferden ohne Fehler und zogen in das Stechen. Ebenfalls ohne Hindernisfehler, jedoch mit Zeitstrafpunkten in beiden Umläufen, kam Athina Onassis de Miranda mit ihrer Schimmelstute Camille Z auf den fünften Platz. Im Stechen blieben die vier Starter erneut alle ohne Fehler, so dass die benötigte Zeit entschied. Jeweils mit einer Zeit von unter 41 Sekunden kamen die schwedischen Reiter Rolf-Göran Bengtsson und Henrik von Eckermann auf die ersten beiden Plätze.
|             | Reiter               | Pferd     | 1. Umlauf | 1. Umlauf   | 2. Umlauf | 2. Umlauf   | Stechen  | Stechen | Wertungs- punkte |
| Strafpunkte | Reiter               | Pferd     | Zeit (s)  | Strafpunkte | Zeit (s)  | Strafpunkte | Zeit (s) |         | Wertungs- punkte |
| ----------- | -------------------- | --------- | --------- | ----------- | --------- | ----------- | -------- | ------- | ---------------- |
| 1           | Rolf-Göran Bengtsson | Casall    | 0         | -           | 0         | -           | 0        | 40,31   | 40               |
| 2           | Henrik von Eckermann | Cantinero | 0         | -           | 0         | -           | 0        | 40,85   | 37               |
| 3           | Eric Lamaze          | Fine Lady | 0         | -           | 0         | -           | 0        | 41,08   | 35               |

(Plätze eins bis drei von insgesamt 49 Teilnehmern)

### 10. Prüfung: Valkenswaard
Schon seit der ersten Global Champions Tour-Saison (2006) findet die niederländische Etappe der GCT im Heimatort des Serienbegründers Jan Tops in Valkenswaard statt. Das Turnier wurde im Jahr 2014 vom 1. August bis zum 3. August ausgetragen.
Acht Reitern gelang es, mit ihren Pferden in beiden Umläufen ohne Fehler zu bleiben. Mit einem Ergebnis von sechs Strafpunkten im Stechen kam Oleksandr Onischtschenko zwar nur auf den achten Platz der Prüfung, für ihn war es jedoch das Erreichen des Stechens einer der größten Erfolge auf CSI 5*-Niveau. Fehlerfrei blieben im Stechen drei Reiter. Auf den dritten Platz kam Ludger Beerbaum, der wie bereits in Chantilly den langsamste fehlerfreie Ritt des Stechens erzielte. Erneut auf den zweiten Platz kam Henrik von Eckermann, er ritt hier Gotha FRH. Der Sieg ging an Christian Ahlmann, der mit Codex One nach dem Sieg in Aachen binnen kurzer Zeit den zweiten Sieg in einem Großen Preis auf 5*-Niveau gewann.
|             | Reiter               | Pferd     | 1. Umlauf | 1. Umlauf   | 2. Umlauf | 2. Umlauf   | Stechen  | Stechen | Wertungs- punkte |
| Strafpunkte | Reiter               | Pferd     | Zeit (s)  | Strafpunkte | Zeit (s)  | Strafpunkte | Zeit (s) |         | Wertungs- punkte |
| ----------- | -------------------- | --------- | --------- | ----------- | --------- | ----------- | -------- | ------- | ---------------- |
| 1           | Christian Ahlmann    | Codex One | 0         | -           | 0         | -           | 0        | 41,68   | 40               |
| 2           | Henrik von Eckermann | Gotha FRH | 0         | -           | 0         | -           | 0        | 41,91   | 37               |
| 3           | Ludger Beerbaum      | Chiara    | 0         | -           | 0         | -           | 0        | 42,50   | 35               |

(Plätze eins bis drei von insgesamt 45 Teilnehmern)

### 11. Prüfung: London
Zum zweiten Mal fand eine Station der GCT auch im Vereinigten Königreich, in London, statt. Hierbei wurde im Vergleich zum Vorjahr ein neuer Veranstaltungsort gewählt, das Turnier fand vom 14. bis zum 16. August 2014 auf dem Paradeplatz Horse Guards Parade statt.
Der Große Preis fand am Samstagnachmittag und -abend statt. Im ersten Umlauf dieser GCT-Etappe kam es zu einer ungewöhnlich hohen Anzahl fehlerfreier Ritte, 23 von 50 Starterpaaren blieben fehlerfrei und qualifizierten sich damit für den zweiten Umlauf. In diesem kam es dann zu sechs fehlerfreien Ritten. Dennoch gingen im Stechen nur vier Reiter mit ihren Pferden an den Start: Laura Kraut hatte ihren Start zurückgezogen; bei Hans-Dieter Drehers Pferd fand man eine kleine, vermutlich von den Sporen verursachte blutende Stelle an den Flanken, weswegen das Paar zum Schutz des Pferdes disqualifiziert wurde.
Im Stechen blieb zunächst Ludger Beerbaum mit Zinedine fehlerfrei, deutlich schneller und ebenfalls ohne Fehler war jedoch Scott Brash mit Sanctos. Als letzte Starterin hatte Katherine Dinan noch die Chance auf den Sieg, ihr Pferd Nougat du Vallet verweigerte jedoch vor einem Hindernis, Dinan stützte hierbei vom Pferd und schied damit aus. Für den Weltranglistenersten Brash bedeutete dies den dritten Sieg in dieser Global Champions Tour-Saison.
|             | Reiter                 | Pferd    | 1. Umlauf | 1. Umlauf   | 2. Umlauf | 2. Umlauf   | Stechen  | Stechen | Wertungs- punkte |
| Strafpunkte | Reiter                 | Pferd    | Zeit (s)  | Strafpunkte | Zeit (s)  | Strafpunkte | Zeit (s) |         | Wertungs- punkte |
| ----------- | ---------------------- | -------- | --------- | ----------- | --------- | ----------- | -------- | ------- | ---------------- |
| 1           | Scott Brash            | Sanctos  | 0         | -           | 0         | -           | 0        | 38,54   | 40               |
| 2           | Ludger Beerbaum        | Zinedine | 0         | -           | 0         | -           | 0        | 43,85   | 37               |
| 3           | Maikel van der Vleuten | Verdi    | 0         | -           | 0         | -           | 4        | 41,76   | 35               |

(Plätze eins bis drei von insgesamt 50 Teilnehmern)

### 12. Prüfung: Lausanne
Inzwischen zum dritten Mal fand in Lausanne, der Sitz vieler Sportverbände und -organisationen, die Schweizer Station der Global Champions Tour statt. Die Lausanne International Horse Show wurde vom 12. September bis zum 14. September 2014 auf dem Place de Bellerive am Genfersee durchgeführt.
Der Große Preis der Stadt Lausanne wurde am 13. September ab 18:00 Uhr ausgetragen. Im ersten Umlauf dieser GCT-Wertungsprüfung blieben 16 Starterpaare ohne Fehler, daneben qualifizierten sich auch die beiden schnellsten Vier-Fehler-Reiter für den zweiten Umlauf. Im zweiten Umlauf gelang sechs Startern eine fehlerfreie Runde, fünf von ihnen waren bereits im ersten Umlauf ohne Fehler geblieben und qualifizierten sich damit für das Stechen.
Im Stechen der Prüfung blieben vier Pferd-Reiter-Paare ohne Fehler, die schnellste Runde und damit der Sieg gelang Ludger Beerbaum mit dem 15-jährigen Hengst Chaman.
|             | Reiter             | Pferd   | 1. Umlauf | 1. Umlauf   | 2. Umlauf | 2. Umlauf   | Stechen  | Stechen | Wertungs- punkte |
| Strafpunkte | Reiter             | Pferd   | Zeit (s)  | Strafpunkte | Zeit (s)  | Strafpunkte | Zeit (s) |         | Wertungs- punkte |
| ----------- | ------------------ | ------- | --------- | ----------- | --------- | ----------- | -------- | ------- | ---------------- |
| 1           | Ludger Beerbaum    | Chaman  | 0         | -           | 0         | -           | 0        | 37,50   | 40               |
| 2           | John Whitaker      | Argento | 0         | -           | 0         | -           | 0        | 38,31   | 37               |
| 3           | José Maria Larocca | Matrix  | 0         | -           | 0         | -           | 0        | 39,16   | 35               |

(Plätze eins bis drei von insgesamt 46 Teilnehmern)

### 13. Prüfung: Ebreichsdorf
Aufgrund einer Terminkollision mit einem anderen Nutzer stand der Wiener Rathausplatz vom 18. bis zum 21. September 2014 nicht zur Verfügung. Daher wurde das Turnier Vienna Masters, welches die GCT-Etappe Österreichs beherbergt, verlegt. Es fand zum genannten Termin im gut 30 Kilometer südlich von Wien gelegenen Ebreichsdorf statt. Austragungsort war Magna Racino, eine große Reitsportanlage der Magna Entertainment Corporation.
Im ersten Umlauf der GCT-Wertungsprüfung blieben 14 von 46 Startern ohne Fehler, vier Reiter mit vier Strafpunkten vervollständigten das Starterfeld für den zweiten Umlauf. Vier Starterpaaren gelang es, nach dem ersten Umlauf auch im zweiten Umlauf ohne Fehler zu blieben. Von diesen vier Stechenteilnehmern gelang im Stechen den ersten drei Reitern keine fehlerfreie Runde, alle drei kamen mit vier Strafpunkten in das Ziel. Marcus Ehning, der mit Plot Blue bereits im ersten Umlauf der schnellste fehlerfreie Reiter war, ging als letzter Reiter in das Stechen. Im Stechen hingegen zeigte Ehning die langsamste Runde, blieb jedoch ohne Fehler und gewann damit die Prüfung. Der zweitplatzierte Simon Delestre war mit Qlassic Bois Margot über sieben Sekunden schneller gewesen.
|             | Reiter         | Pferd               | 1. Umlauf | 1. Umlauf   | 2. Umlauf | 2. Umlauf   | Stechen  | Stechen | Wertungs- punkte |
| Strafpunkte | Reiter         | Pferd               | Zeit (s)  | Strafpunkte | Zeit (s)  | Strafpunkte | Zeit (s) |         | Wertungs- punkte |
| ----------- | -------------- | ------------------- | --------- | ----------- | --------- | ----------- | -------- | ------- | ---------------- |
| 1           | Marcus Ehning  | Plot Blue           | 0         | -           | 0         | -           | 0        | 49,01   | 40               |
| 2           | Simon Delestre | Qlassic Bois Margot | 0         | -           | 0         | -           | 4        | 41,77   | 37               |
| 3           | Luciana Diniz  | Winningmood         | 0         | -           | 0         | -           | 4        | 43,93   | 35               |

(Plätze eins bis drei von insgesamt 46 Teilnehmern)

### 14. Prüfung: Doha
Zum zweiten Mal in Folge war Doha, Hauptstadt von Katar, Austragungsort der Schlussetappe der Global Champions Tour. Ausgetragen wurde das Turnier vom 13. November bis zum 15. November 2014 in der 2013 errichteten Reitanlage Al Shaqab.
In der am 15. November ausgetragenen Wertungsprüfung der GCT ging es neben dem Sieg in der 450.000 Euro hochdotierten Prüfung auch um den Sieg in der Gesamtwertung, die vor dieser letzten Etappe der Turnierserie noch völlig offen war. Der erste Umlauf zeigte sich als sehr herausfordernd für die Reiter, von 40 Startern gelang nur fünf Pferd-Reiter-Paaren ein fehlerfreier Ritt, 50 Prozent der Teilnehmer hatten ein Ergebnis von neun oder mehr Strafpunkten, gaben auf oder schieden aus. So qualifizierten sich sogar zwei Starterpaare mit acht Strafpunkten für den zweiten Umlauf. Den zweiten Umlauf verpasste der bis dahin in der Gesamtwertung führende Ludger Beerbaum, der damit fast keine Chance mehr auf den Gesamtsieg hatte.
Auch im zweiten Umlauf waren fehlerfreie Runden rar gesät, es qualifizierten sich drei Paare mit fehlerfreien Runden in beiden Umläufen für das Stechen. Mit einem Gesamtergebnis von einem Zeitstrafpunkt, den er im ersten Umlauf bekam, wurde Scott Brash mit Sanctos Vierter und hatte damit bereits den Sieg in der Gesamtwertung sicher. Sein schärfster Konkurrent, Rolf-Göran Bengtsson ging mit seinem 15-jährigen Hengst Casall als letzter Starter in das Stechen und gewann die Prüfung. Damit lag er in der Gesamtwertung der Global Champions Tour 2014 punktgleich mit Brash, doch Scott Brash hatte in der Saison einen GCT-Sieg mehr als Bengtsson erreicht.
|             | Reiter               | Pferd       | 1. Umlauf | 1. Umlauf   | 2. Umlauf | 2. Umlauf   | Stechen  | Stechen | Wertungs- punkte |
| Strafpunkte | Reiter               | Pferd       | Zeit (s)  | Strafpunkte | Zeit (s)  | Strafpunkte | Zeit (s) |         | Wertungs- punkte |
| ----------- | -------------------- | ----------- | --------- | ----------- | --------- | ----------- | -------- | ------- | ---------------- |
| 1           | Rolf-Göran Bengtsson | Casall      | 0         | -           | 0         | -           | 0        | 40,46   | 40               |
| 2           | Luciana Diniz        | Fit For Fun | 0         | -           | 0         | -           | 0        | 43,85   | 37               |
| 3           | Yann Candele         | Showgirl    | 0         | -           | 0         | -           | 4        | 43,20   | 35               |

(Plätze eins bis drei von insgesamt 40 Teilnehmern)

## Gesamtwertung
Die Gesamtwertung entschied über den Gesamtsieg der Global Champions Tour. Anhand dieser Rangliste wurde am Ende der Saison ein Bonus-Preisgeld an die erfolgreichsten Reiter der Global Champions Tour vergeben. Die Entscheidung um den Gesamtsieg war denkbar knapp und fiel erst in der letzten Wertungsprüfung. Scott Brash siegte mit drei Siegen in Wertungsprüfungen, Rolf-Göran Bengtsson folgte punktgleich auf Rang zwei und Ludger Beerbaum kam auf den dritten Rang, nur einen Wertungspunkt hinter Brash und Bengtsson. Scott Brash verteidigte damit seinen GCT-Gesamtsieg vom Vorjahr.
|    | Reiter                    | Ant- werpen | Madrid | Hamburg | Shanghai | Cannes | Monaco | Paris | Estoril | Chantilly | Valkens- waard | London | Lausanne | Wien | Doha | Wertungs- punkte | Preisgeld (Bonus) |
| -- | ------------------------- | ----------- | ------ | ------- | -------- | ------ | ------ | ----- | ------- | --------- | -------------- | ------ | -------- | ---- | ---- | ---------------- | ----------------- |
| 1  | Scott Brash               | —           | (0)    | 35      | —        | 40     | (0)    | 32    | 40      | (0)       | —              | 40     | (0)      | 23   | 33   | 243              | 294.500 €         |
| 2  | Rolf-Göran Bengtsson      | 37          | —      | (22)    | —        | 30     | 37     | 28    | —       | 40        | 27             | (0)    | (0)      | 31   | 40   | 243              | 190.000 €         |
| 3  | Ludger Beerbaum           | —           | (26)   | 33      | 32       | (0)    | —      | (0)   | —       | 33        | 35             | 37     | 40       | 32   | (0)  | 242              | 123.500 €         |
| 4  | Bassem Hassan Mohammed    | 33          | (19)   | (0)     | (0)      | 33     | 40     | (0)   | 33      | 23        | (0)            | (10)   | 19       | (0)  | 32   | 213              | 76.000 €          |
| 5  | Edwina Tops-Alexander     | (20)        | 33     | 24      | 37       | 32     | (0)    | (0)   | 30      | 25        | (0)            | (0)    | (12)     | 27   | (0)  | 208              | 47.500 €          |
| 6  | Henrik von Eckermann      | —           | —      | 20      | 30       | —      | 30     | —     | 28      | 37        | 37             | 19     | (0)      | (0)  | (0)  | 201              | 33.250 €          |
| 7  | Daniel Deußer             | (0)         | 29     | 27      | —        | 28     | (0)    | 25    | (0)     | —         | (23)           | 28     | —        | 29   | 31   | 197              | 33.250 €          |
| 8  | Maikel van der Vleuten    | —           | 40     | —       | —        | (0)    | 0      | 31    | —       | —         | 26             | 35     | 22       | 33   | —    | 187              | 19.000 €          |
| 9  | Luciana Diniz             | (0)         | (0)    | 32      | 22       | 37     | (0)    | 0     | (0)     | (0)       | (0)            | 24     | —        | 35   | 37   | 187              | 19.000 €          |
| 10 | Emanuele Gaudiano         | 29          | 58     | (0)     | 24       | (0)    | 32     | 21    | 26      | —         | (0)            | —      | (0)      | 20   | (0)  | 177              | 19.000 €          |
| 11 | Kevin Staut               | 26          | —      | —       | 23       | 35     | 31     | 40    | —       | 0         | —              | 21     | —        | (0)  | (0)  | 176              | 19.000 €          |
| 12 | Jane Richard Philips      | (0)         | 24     | —       | (0)      | (0)    | (0)    | 0     | 27      | (0)       | 21             | (0)    | 31       | 30   | 30   | 163              | 14.250 €          |
| 13 | Athina Onassis de Miranda | 23          | (0)    | 23      | —        | (0)    | —      | —     | (0)     | 32        | 0              | 31     | 23       | (0)  | 22   | 154              | 14.250 €          |
| 14 | Pius Schwizer             | —           | —      | —       | 31       | (0)    | 24     | 37    | —       | —         | 0              | 0      | 30       | 25   | —    | 147              | 14.250 €          |
| 15 | Christian Ahlmann         | (0)         | (0)    | 26      | 0        | 25     | 0      | —     | 32      | (0)       | 40             | —      | —        | —    | 23   | 146              | 9.500 €           |
| 16 | Simon Delestre            | 30          | 0      | —       | —        | 27     | —      | 26    | —       | —         | —              | —      | 0        | 37   | 25   | 145              | 9.500 €           |
| 17 | Denis Lynch               | (0)         | (0)    | (0)     | —        | 20     | 21     | 30    | 0       | 22        | (0)            | (0)    | —        | 21   | 29   | 143              | 7.125 €           |
| 18 | Constant van Paesschen    | 35          | (0)    | (0)     | 0        | 0      | 33     | 19    | (0)     | (0)       | (0)            | 29     | (0)      | —    | 26   | 142              | 7.125 €           |

Plätze eins bis 18, die sieben besten Ergebnisse eines jeden Reiters gingen in die Gesamtwertung ein.